# Monte Borgna
Il Monte Borgna (1158 m s.l.m.) è una montagna delle Prealpi Varesine, situata tra il Lago Maggiore e il lago Delio.

## Descrizione
La montagna è quasi tutta ricoperta da freschi e ombrosi boschi, soprattutto faggi, alcuni anche secolari. 
Non mancano però altre specie, come la betulla, e a quote inferiori castagni, frassini e robinie.

## Salita alla vetta
La cima, dalla quale si gode di una modesta visuale sul lago a causa del bosco, si raggiunge in poco più di mezz'ora di comodo sentiero partendo dai Monti di Bassano (950 m s.l.m.), salendo in macchina da Maccagno e tenendo le indicazioni per il Lago Delio.
In località Monti di Bassano, è presente un albergo-ristorante, grazie al quale è possibile rifocillarsi. 
Un altro sentiero, più lungo del precedente, sale da Bassano (530 m s.l.m.) e raggiunge prima i Monti di Bassano e poi la vetta del Monte Borgna in circa 2 ore di escursione.